# Bartholomeus Ruloffs
Bartholomeus Ruloffs (Amsterdam, gedoopt 29 oktober 1741 – aldaar, 13 mei 1801) was een Nederlands componist, dirigent en organist.

## Achtergrond
Hij werd geboren binnen het gezin van fagottist Reynier Ruloffsz en Agnetha Sophia Vahlfelt, van Duitse komaf. Zij lieten hem dopen in de Oude Kerk, waar hij ook begraven werd. Zijn zuster Johanna Ruloffs (1745-1794) was getrouwd met kunstenaar Anthony Ziesenis; broer Jan Pieter Ruloffs was violist in de Mozes en Aäronkerk en paukenist. Hij is in 1793 getrouwd met de veel jongere Ernestina Louisa Anderegg met wie hij ten tijde van zijn overlijden (nog) een dochter en zoon had. Hij overleed aan een borstziekte op het Oudekerksplein. Op 15 mei 1801 werd voor hem een rouwdienst gehouden in de Stadsschouwburg, waarbij een aantal teksten werd voorgedragen met betrekking tot de muzikant. Hij was enige tijd lid van het "Tael- en dichtlievend genootschap". Amsterdam kent sinds 1919 de Bartholomeus Ruloffsstraat in de Harmoniebuurt.

## Muziek
Hij bespeelde de piano, pijporgel, viool. Bovendien componeerde hij ook nog. Hij was organist van de Nieuwezijdeskapel (vanaf 1766) Westerkerk (vanaf 1783), Nieuwe Kerk (vanaf 1791) en Oude Kerk (vanaf 1793). Bovendien speelde hij vanaf 1757 in het orkest dat behoorde bij de toenmalige Stadsschouwburg Amsterdam (brandde in 1890 af); in 1773 was hij dirigent/directeur van dat orkest. Even later mocht hij ook leiding geven aan de concerten in Felix Meritis.
Van zijn hand verschenen onder meer:
- Les décréations d’Apollon on les trois symphonies a deux violons, taille et basse obligé, deux flutes et deux corni de chasse tiré des nouveaux opéras français verscheen bij J.J. Hummel in Amsterdam.
- muziek bij Zemire en Azor (1784), het staat de boek als een van de eerste poging om tot een Nederlandstalige opera te komen.
- Zes sonaten voor het klavier (Markordt, 1769)
- Derde stukje der muzikale verlustiging (Smit, 1772)
- Cantate historique (1777)
- Jephta (Kruyff, 1779) een toneelmatig zangspel
- Marsch-retraite en Vaandel-marsch der burger compagnie van wijk 40 van Hieronimus van Slingelandt
- Beurtgezangen , Elk zyn beurt is niet te veel (1785)
- Proeve van kleine gedichten voor kinderen; tekst Hieronymus van Alphen (Gerbrand Roos, 1790)
- Tot middernacht (List of tegenlist), zangspel (Helders en Mars, 1791)
- Willem Tell (1791)
- In triomf (1795)

En talloze andere stukken waaronder De bruiloft van Kloris en Roosje.
- Biblioteca Nacional de España: XX4757189
- Biografisch Portaal: 41917697
- Digitale Bibliotheek voor de Nederlandse Letteren: rulo001
- International Standard Name Identifier: 0000 0000 3201 3720
- Library of Congress Control Number: n94118046
- MusicBrainz: 369e9a63-e671-4a78-82c9-b4066aa33123
- Nederlandse Thesaurus van Auteursnamen: 071543635
- RKD-Nederlands Instituut voor Kunstgeschiedenis: 439141
- Système universitaire de documentation: 243289545
- Union List of Artist Names: 500439427
- Virtual International Authority File: 70630189
- WorldCat: E39PBJfRyBV6Qxjw6hGVVDqxXd